# Aleph Open Search
Aleph Open Search est un moteur de recherche Clearnet pour le Dark web (services cachés de Tor et I2P) ainsi qu'une partie du Deepweb. Il est créé par la société aleph networks.
Aleph Open Search est le dérivé gratuit et publique du moteur de recherche du Dark web Aleph Search Dark,,,. Il filtre les sites pédopornographiques et obfusque partiellement les liens et les informations pour des raisons légales.

## Sources et références
1. ↑  « SMART TECH - Cyber : à la conquête du dark web », sur www.bsmart.fr (consulté le 30 avril 2025)
2. ↑  « Aleph Open Search : un moteur de recherche OSINT gratuit et souverain pour traquer les fuites de données des organisations », sur Archimag (consulté le 29 mars 2025)
3. ↑  « La CyberTech Aleph présente Aleph Open Search son moteur de recherche du Dark Net Made in France », sur J'aime les startups, 3 avril 2025 (consulté le 29 mars 2025)
4. ↑  « Aleph Open Search - Solution OSINT gratuite sur les deep & dark webs », sur Aleph (consulté le 29 mars 2025)
5. ↑  « Un moteur de recherche OSINT qui révèle les données exposées sur le web - L'INFORMATICIEN & L'INFO CYBER-RISQUES - L'1FO Tech par L'Informaticien - L'INFO CYBER RISQUES », sur www.linfocr.com (consulté le 29 mars 2025)